# El camarada Don Camilo
El camarada Don Camilo (título original en italiano: Il compagno don Camillo) es una película de 1965 dirigida por Luigi Comencini. Es el penúltimo episodio de la serie de películas con los personajes de los protagonistas don Camillo y Peppone y adaptado de la novela de Giovannino Guareschi.

## Argumento
Para Peppone, el alcalde comunista del pueblo, visitar Rusia es como ir el paraíso; de modo que no ve la hora en que sus camaradas rusos le muestren las maravillas de la dictadura del proletariado. Para el párroco don Camilo, en cambio, Rusia representa el infierno. Sin embargo, con tal de salvar almas y llevarle la contraria a Peppone está dispuesto incluso a vestirse de paisano y hacerse pasar por miembro del partido.

## Reparto
- Fernandel: Don Camilo
- Gino Cervi: Giuseppe “Peppone” Bottazzi
- Saro Urzì: Brusco
- Marco Tulli: Smilzo
- Silla Bettini: Bigio
- Gianni Garko: Nanni Scamoggia
- Graziella Granata: Nadia Petrovna
- Leda Gloria: Maria Bottazzi
- Marina Morgan: Irma, la giostraia
- Ettore Geri: Yenka Oregov
- Paul Müller: el pope ruso
- Alessandro Gottlieb: Ivan
- Rosemarie Lindt: Sonia, la falsa rusa
- Mirko Valentin: Sasha, falsa ruso
- Jean Rougeul: Obispo
- Jacques Herlin: abogado Benelli
- Aldo Vasco: un "compañero" Peppone
- Salvatore Campochiaro: el notario
- Tania Béryl: el joven alemán, en el tren
- Armando Migliari: representante demócrata
- Margherita Sala: La novia de Ivan
- Jean Topart: Voz del crucifijo (versión en francés), Renzo Ricci (versión en italiano)
- Narrador: Riccardo Cucciolla

## Doblaje en España
Redoblaje:
- Don Camilo: Félix Acaso
- Giuseppe “Peppone” Bottazzi: Paco Hernández
- Nanni Scamoggia: Iván Muelas
- Obispo: Luis Carrillo
- Brusco: Juan Luis Rovira
- Narrador: Claudio Rodríguez

## Seguido
- Don Camillo e i giovani d'oggi (1970)

Hubiera sido la sexta película de la saga de Don Camilo, pero nunca fue completado, debido a la enfermedad que afectó a Fernandel.
- Datos: Q569183
- Multimedia: Il compagno don Camillo (film) / Q569183